# Посёлок Москворецкого леспаркхоза
Посёлок Москворе́цкого леспаркхо́за — посёлок в Одинцовском районе Московской области, входит в городское поселение Одинцово.
Расположен к востоку от Будёновского шоссе, к югу от микрорайона Баковка города Одинцово, в трёх километрах к востоку от станции Одинцово.
До 2005 года посёлок входил в Мамоновский сельский округ.

## Население
| 2002 | 2006 | 2010 |
| ---- | ---- | ---- |
| 43   | →43  | ↗54  |